# Punkt procentowy
Punkt procentowy (w skrócie p.p.) – jednostka różnicy między wielkościami podanymi w procentach. Na przykład wzrost wielkości z 20% do 30% jest równy 10 punktom procentowym.
Punkt procentowy jest często mylony z rzeczywistą zmianą procentową (rozumianą jako procentowa zmiana wartości: wartość końcowa minus wartość początkowa) w odniesieniu do wartości początkowej. Nieodróżnianie procentów od punktów procentowych jest powszechnym błędem, powielanym i utrwalanym także w mediach, które pogłębiają nieporozumienia związane z tymi pojęciami.

## Przykłady
Przykład 1: Bezrobocie spadło w tym miesiącu o 3%. Informacja jest mało precyzyjna, ale można podejrzewać, że chodzi o stopę bezrobocia. Wiadomo, że stopa ta na początku miesiąca wynosiła 7%. Spadek o 3% nie znaczy, że nowa wartość wynosi 4%, lecz {\displaystyle 7\%-(3\%\cdot 7\%)=6,79\%}. Spadek z 7% do 4% byłby wprawdzie równy 3 punktom procentowym, ale zarazem ok. 43% wartości bezrobocia na początku miesiąca.
Przykład 2: Bank podniósł stopę oprocentowania kredytu z 10% do 11%, w takim razie podniósł o 1 punkt procentowy, ale zmiana ta oznacza 10% wzrost tej stopy, jeżeli za bazę przyjąć jej wartość przed podniesieniem.
Przykład 3: Suma możliwych do zdobycia punktów na egzaminie wynosi 200 pkt, a zaliczenie można uzyskać od 50% ogółu punktów. Wynik wynosi 80 punktów, co daje 40% (brak zaliczenia). Jednak prowadzący zajęcia przyznaje dodatkowo za pełną frekwencję na zajęciach „dziesięcioprocentowy bonus”. Rozważmy dwa przypadki:
- prowadzący przyznaje dodatkowo 10% (tj. od punktów zdobytych): {\displaystyle 40\%+(10\%\cdot 40\%)=44\%} (brak zaliczenia)
- prowadzący przyznaje dodatkowo 10 p.p.: {\displaystyle 40\%+10\%=50\%} (jest zaliczenie)[3]